# 願成寺 (埼玉県伊奈町)
願成寺（がんじょうじ）は、埼玉県北足立郡伊奈町にある浄土宗の寺院。

## 歴史
1505年（永正2年）、如忠によって開山された。当初は小室宿に位置する阿弥陀堂であった。その後、1594年（文禄3年）に伊奈忠次によって現在地に移転した。その際に「願成寺」と命名され、現在の鴻巣市にある勝願寺の末寺となった。なお江戸時代後期の地誌『新編武蔵風土記稿』では、開山は勝願寺住職の不残としている。
現在の本堂は1692年（元禄5年）に建てられ、1970年（昭和45年）に改築された。

## 文化財
- 伊奈熊蔵忠勝の墓（伊奈町指定史跡 昭和43年3月1日指定）[3]

## 交通アクセス
- 丸山駅より徒歩21分。